# 1984년 동계 올림픽 일본 선수단
1984년 동계 올림픽 일본 선수단은 유고슬라비아 사라예보에서 개최된 1984년 동계 올림픽에 참가한 올림픽 일본 선수단이다.

## 메달 획득 현황

### 종목별 메달 획득 현황
| 종목            | 1 | 2 | 3 | 합계 |
| 스피드 스케이팅 | 0 | 1 | 0 | 1    |
| 합계            | 0 | 1 | 0 | 1    |

### 메달리스트
| 메달 | 이름              | 종목            | 세부 종목 |
| ---- | ----------------- | --------------- | --------- |
|      | 기타자와 요시히로 | 스피드 스케이팅 | 남자 500m |

## 스피드 스케이팅
- 후사노 쇼코
- 하마야 키미히로
- 하시모토 세이코
- 이마무라 토시아키
- 기타자와 요시히로
- 쿠로이와 아키라
- 오자와 히로미
- 시노하라 마사히토
- 스즈키 야스시

## 피겨 스케이팅

### 아이스댄싱
- 사토 노리코 & 타카하시 타다유키

### 여자 싱글
- 카토 마사코

### 남자 싱글
- 오가와 마사루

## 스키 점프
남자 노멀힐 개인전
- 나가오카 마사루
- 마쓰하시 사토루
- 시마 히로오
- 야기 히로자쿠

남자 라지힐 개인전
- 나가오카 마사루
- 마쓰하시 사토루
- 시마 히로오
- 야기 히로자쿠

## 참조
- 올림픽 공식 리포트보관됨 2011-11-26 - 웨이백 머신 (PDF 파일)